# 第一次土埃战争
第一次土埃战争，又称第一次叙利亚战争是奥斯曼帝国与穆罕穆德阿里治下的埃及之间的一场军事冲突，战争源自穆罕默德·阿里帕夏要求奥斯曼帝国皇室授予他大叙利亚的控制权，作为在希腊独立战争期间协助苏丹的奖励。战后埃及将边境向北推进到了屈塔希亚，暂时控制了叙利亚地区，直到数年后的第二次土埃战争。